# Carmen Belloch
María del Carmen Belloch López (Valencia, 9 de enero de 1953 - Madrid, 13 de mayo de 2013)fue una actriz de teatro y dobladora española.